# ムルデカ駅
ムルデカ駅（マレー語:Stesen Merdeka）は、マレーシアのクアラルンプールにあるラピドKLカジャン線の駅。駅番号は「SBK17」。

## 歴史
- 2017年7月17日 - スンガイ・ブロー-カジャン線2期区間開通と共に、駅の併用を開始[1]。

## 駅構造

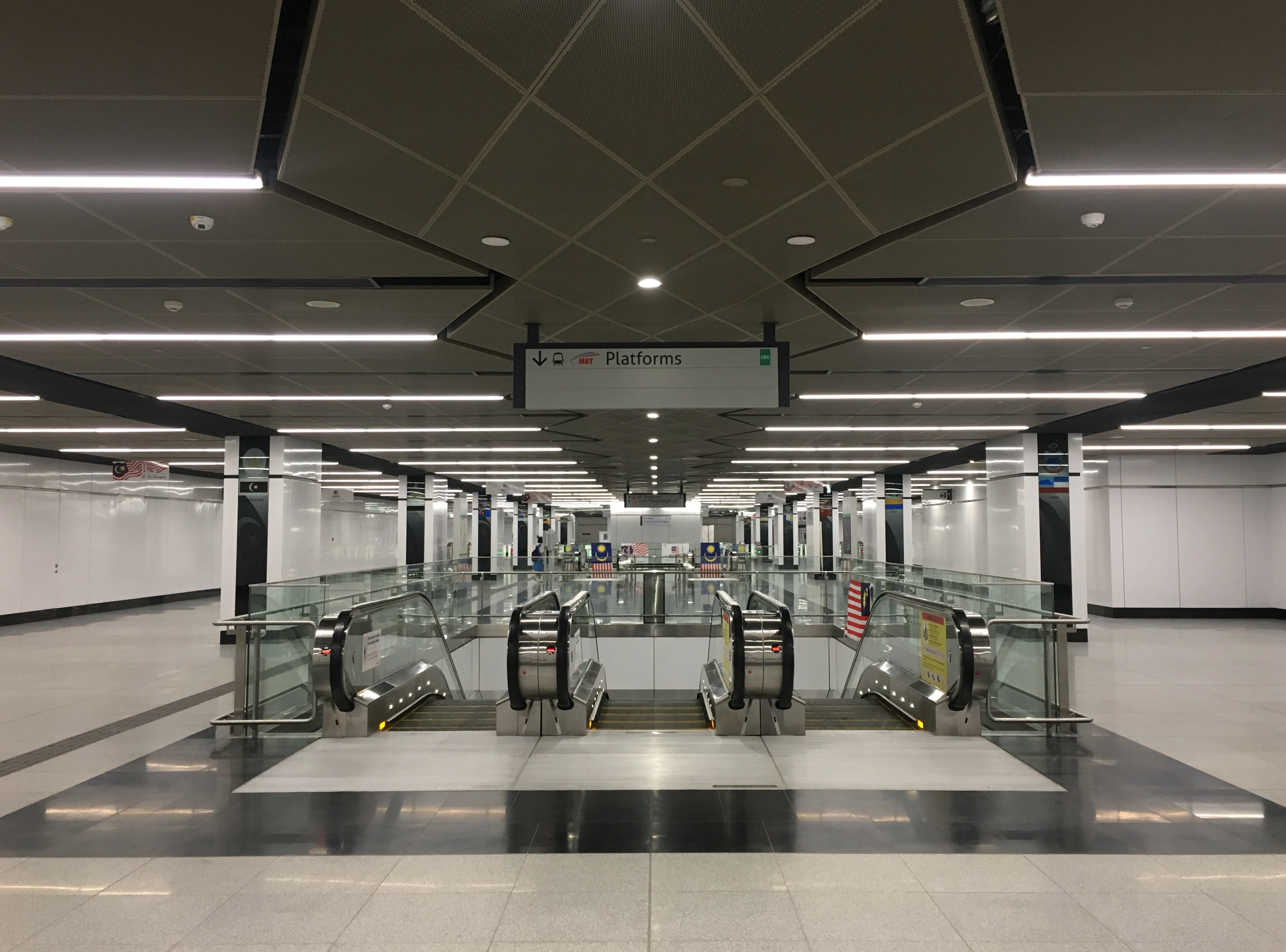
改札内コンコース

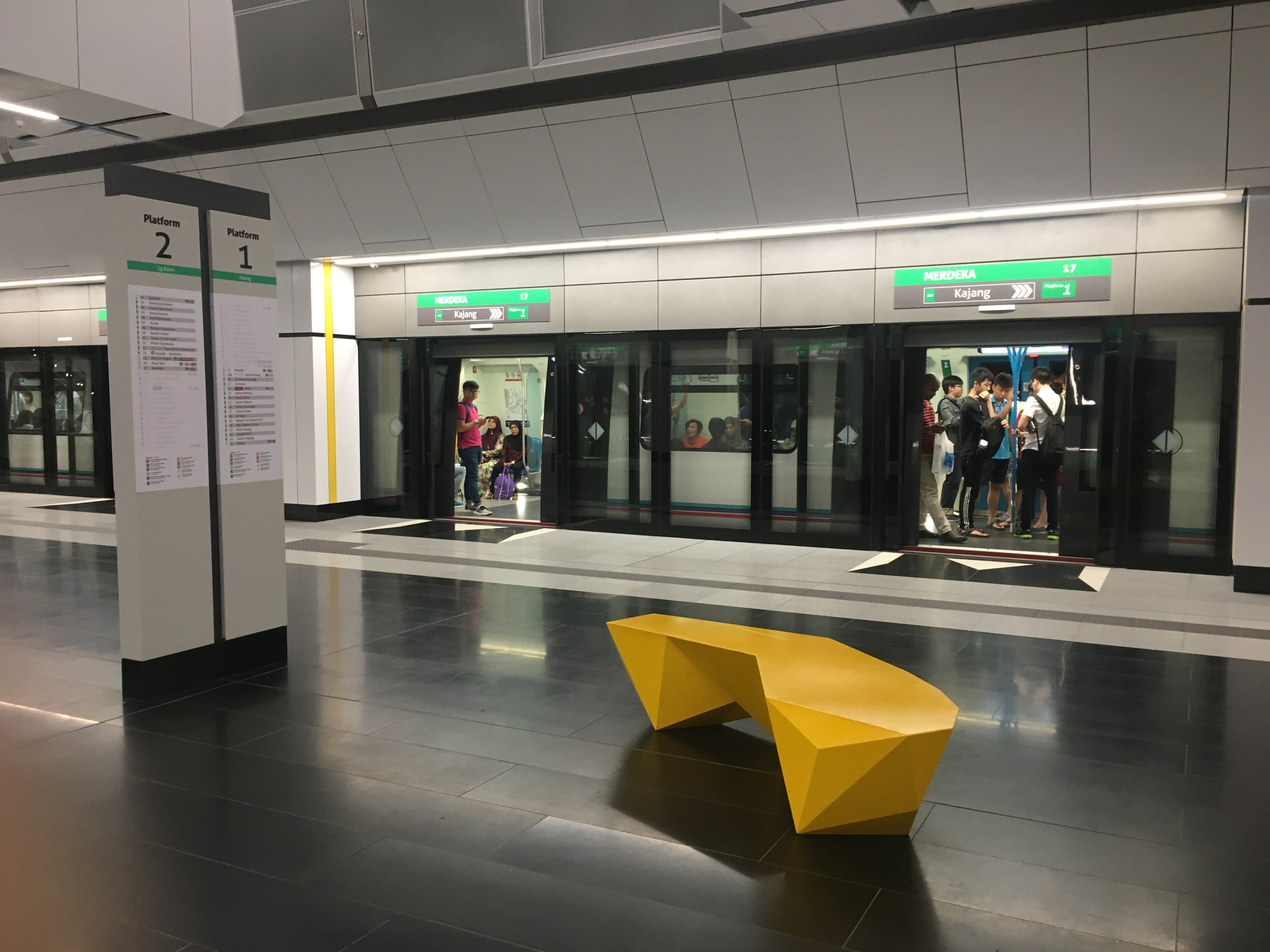
プラットホーム

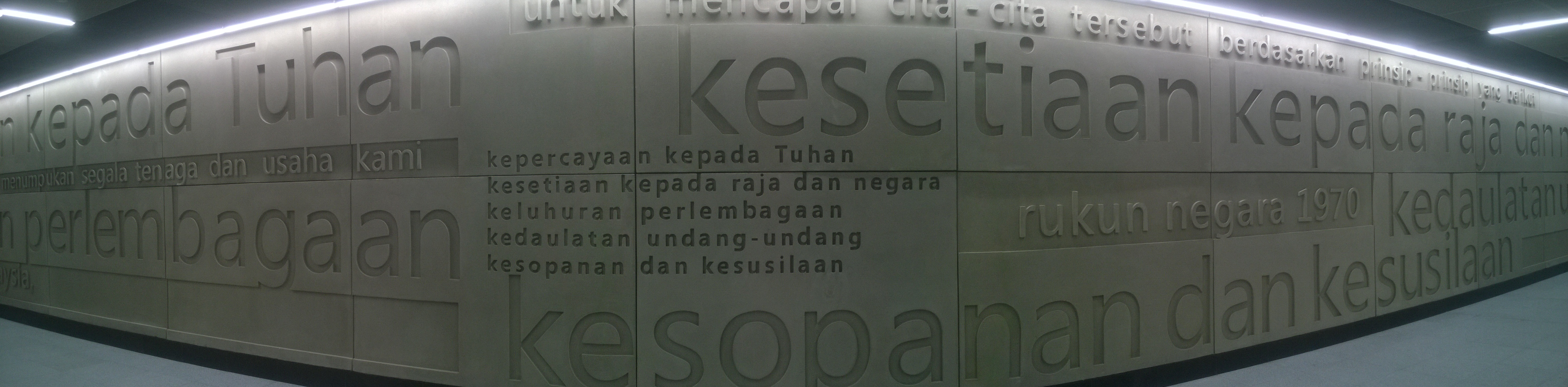
ルクネガラを意識したデザインの壁

島式ホーム1面2線をもつ地下駅である。エスカレーター・エレベーターの設備がある。
マレー語で「ムルデカ」は「独立」の意味があり、駅構内はマレーシアの独立関連（ルクネガラ）やマレーシア国旗にある星を意識したデザインとなっている。

### のりば
| 1 | 9 カジャン線 | ブキッ・ビンタン、マルリ、カジャン方面                   |
| 2 | 9 カジャン線 | ムジウム・ネガラ、バンダル・ウタマ、スンガイ・ブロー方面 |

## 駅周辺
- ムルデカ・スタジアム
- ネガラ・スタジアム（英語版）
- プドゥラヤ・バスターミナル
- SJK(C) デイビットソン通り（小学校）
- メソジスト男子学校（英語版）
- SMJKコンフシャン（英語版）
- クアラルンプール尊孔独立中学（英語版、中国語版）
- SMKビクトリア
- クアラルンプールゴスペルホール
- ウェズレーメソジスト教会
- アル＝ブッカリ・モスク（英語版）
- YWCA
- ホテル・グランドオリンピック
- マレーシアオリンピック委員会（英語版）
- チン・ウー スタジアム
- マレーシアスカウト機構（英語版）本部 B-P部

## 路線バス
駅出口付近にバス停が無いため、バスとの連絡は無い。ただし、近隣にプドゥラヤ・バスターミナルがあるため、そこからであればバスに乗ることができる。

## 隣の駅
ラピドKL
9 カジャン線
パサール・スニ駅 (SBK16) - ムルデカ駅 (SBK17) - ブキッ・ビンタン駅 (SBK18)